# 이노우에 리키토
이노우에 리키토(일본어: 井上 黎生人, 1997년 3월 9일 ~ )는 일본의 축구 선수이다.

## 구단 경력
그는 2015년부터 J리그의 가이나레 돗토리, 파지아노 오카야마, 교토 상가 FC에서 뛰었다.